# مارك 90 (قنبلة نووية)

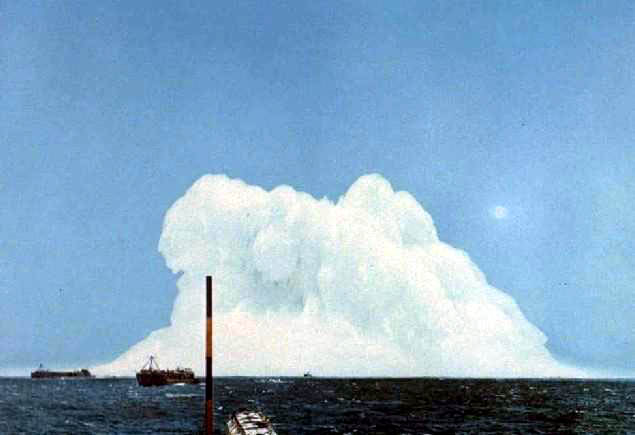
عملية اختبار مارك 90

قنبلة مارك 90 النووية التي أطلق عليها لقب «بيتي» طورتها الولايات المتحدة في عام 1952. كان طولها 10 قدم 2 في (3.10 م), قطرها 2 قدم 7.5 بوصة (0.80 م) ووزنها 1,243 رطل (564 كغم) وحملت رأس حربي نووي من نوع مارك 7 مع عائد يبلغ 32 كيلوطن. كان غرضه بمثابة سلاح مضاد للغواصات البحرية الأمريكية.
أجرى اختبار لمارك 90 في عام 1955 وتم سحب جميع القنابل من الخدمة بحلول عام 1960.

## حدث 1959
في 25 سبتمبر 1959 قامت الطائرة مارتين التابعة للبحرية الأمريكية بدورية على إحدى الجزر وسقطت بالمحيط وكانت تحمل قنبلة مارك 90 ولم يتم استرداده ولكنه لم يكن مزود برأس حربي نشط. تم إنقاذ أفراد الطاقم العشرة من قبل خفر السواحل الأمريكي بعد مرور عشر ساعات ولم يتم الإعلان عن ذلك في حينها.